# Giải bóng đá hạng tư quốc gia Cộng hòa Síp 2001–02
Giải bóng đá hạng tư quốc gia Cộng hòa Síp 2001–02 là mùa giải thứ 17 của giải bóng đá hạng tư Cộng hòa Síp. AEM Mesogis giành danh hiệu đầu tiên.

## Thể thức thi đấu
Có 15 đội tham gia Giải bóng đá hạng tư quốc gia Cộng hòa Síp 2001–02. Tất cả các đội đều thi đấu 2 trận, một trân sân nhà và một trận sân khách. Đội nhiều điểm nhất sẽ lên ngôi vô địch. Ba đội đầu bảng được lên chơi tại Giải bóng đá hạng ba quốc gia Cộng hòa Síp 2002–03 và bốn đội cuối bảng xuống chơi ở các giải khu vực.

### Hệ thống điểm
Các đội bóng nhận 3 điểm cho một trận thắng, 1 điểm cho một trận hòa và 0 điểm cho một trận thua.

## Thay đổi so với mùa giải trước
Các đội thăng hạng Giải bóng đá hạng ba quốc gia Cộng hòa Síp 2001–02
- Sourouklis Troullon
- PEFO Olympiakos
- ATE PEK Ergaton

Các đội xuống hạng từ Giải bóng đá hạng ba quốc gia Cộng hòa Síp 2000–01
- Ethnikos Latsion FC
- AMEP Parekklisia
- THOI Avgorou

Các đội thăng hạng từ các giải khu vực
- Orfeas Nicosia
- AEM Mesogis
- Frenaros FC
- Proodos Kaimakliou

Các đội xuống hạng các giải khu vực
- APEP Pelendriou
- AEK Kakopetrias
- Doxa Paliometochou

Ghi chú:
- AEK Kythreas được cho phép tham gia Giải bóng đá hạng tư quốc gia Cộng hòa Síp 2001–02 khi là một đội tị nạn (đến từ Bắc Síp); họ xuống chơi ở các hạng nghiệp dư sau mùa giải 1999–2000 và bị cấm hoạt động năm 2000. Đội bóng tiếp tục hoạt động năm 2001 và theo một quy tắc cụ thể, các đội bóng tị nạn hoạt động lại có thể tham gia Giải bóng đá hạng tư quốc gia Cộng hòa Síp. Vì vậy sự đăng kí của AEK vào giải hạng tư được chấp nhận.
- Anagennisi Prosfigon Lemesou rút khỏi Giải bóng đá hạng tư quốc gia Cộng hòa Síp 2001–02.

## Bảng xếp hạng
| Vị thứ | Đội                    | St. | T. | H. | B. | BT. | BB. | HS. | Đ. | Ghi chú                                                                |
| ------ | ---------------------- | --- | -- | -- | -- | --- | --- | --- | -- | ---------------------------------------------------------------------- |
| 1      | AEM Mesogis            | 28  | 18 | 5  | 5  | 62  | 24  | 38  | 59 | Vô địch-Thăng hạng Giải bóng đá hạng ba quốc gia Cộng hòa Síp 2002–03. |
| 2      | Elpida Xylofagou       | 28  | 18 | 4  | 6  | 55  | 41  | 14  | 58 | Thăng hạng Giải bóng đá hạng ba quốc gia Cộng hòa Síp 2002–03.         |
| 3      | Achyronas Liopetriou   | 28  | 16 | 4  | 8  | 58  | 41  | 17  | 52 | Thăng hạng Giải bóng đá hạng ba quốc gia Cộng hòa Síp 2002–03.         |
| 4      | Ethnikos Latsion FC    | 28  | 14 | 8  | 6  | 55  | 35  | 20  | 50 |                                                                        |
| 5      | Orfeas Nicosia         | 28  | 15 | 4  | 9  | 56  | 37  | 19  | 49 |                                                                        |
| 6      | AMEP Parekklisia       | 28  | 12 | 8  | 8  | 49  | 44  | 5   | 44 |                                                                        |
| 7      | Frenaros FC            | 28  | 11 | 7  | 10 | 58  | 52  | 6   | 40 |                                                                        |
| 8      | AEK Kythreas           | 28  | 12 | 4  | 12 | 57  | 53  | 4   | 40 |                                                                        |
| 9      | Apollon Lympion        | 28  | 11 | 7  | 10 | 55  | 56  | -1  | 40 |                                                                        |
| 10     | Anagennisi Lythrodonta | 28  | 10 | 7  | 11 | 47  | 53  | -6  | 37 |                                                                        |
| 11     | Ellinismos Akakiou     | 28  | 9  | 9  | 10 | 46  | 55  | -9  | 36 |                                                                        |
| 12     | THOI Avgorou           | 28  | 9  | 4  | 15 | 37  | 46  | -9  | 31 | Xuống hạng các giải khu vực.                                           |
| 13     | AMEK Kapsalou          | 28  | 4  | 8  | 16 | 31  | 56  | -25 | 20 | Xuống hạng các giải khu vực.                                           |
| 14     | ASPIS Pylas            | 28  | 4  | 4  | 20 | 25  | 64  | -39 | 16 | Xuống hạng các giải khu vực.                                           |
| 15     | Proodos Kaimakliou     | 28  | 4  | 3  | 21 | 43  | 77  | -34 | 15 | Xuống hạng các giải khu vực.                                           |

Hệ thống điểm: Thắng=3 điểm, Hòa=1 điểm, Thua=0 điểm
Quy tắc xếp hạng: 1) Điểm, 2) Hiệu số, 3) Bàn thắng

## Kết quả
| ↓Home / Away→ | AEK | AEM | AMP | AMK | ANL | APL | ASP | ACL | ETN | ELL | ELP | TAG | ORF | PRK | FRN |
| ------------- | --- | --- | --- | --- | --- | --- | --- | --- | --- | --- | --- | --- | --- | --- | --- |
| AEK           |     | 0-1 | 2-1 | 4-1 | 5-1 | 2-1 | 3-0 | 0-4 | 0-1 | 1-1 | 2-3 | 2-2 | 4-2 | 3-1 | 3-1 |
| AEM           | 2-0 |     | 4-2 | 3-1 | 5-0 | 4-0 | 2-0 | 2-1 | 3-1 | 5-1 | 3-1 | 1-0 | 2-0 | 2-1 | 6-1 |
| AMEP          | 4-3 | 1-1 |     | 2-0 | 1-1 | 1-2 | 3-0 | 1-0 | 1-1 | 3-1 | 3-3 | 1-0 | 1-3 | 2-1 | 3-2 |
| AMEK          | 0-2 | 1-1 | 1-2 |     | 2-2 | 0-1 | 2-1 | 0-1 | 1-3 | 4-1 | 1-3 | 1-2 | 1-1 | 2-0 | 1-1 |
| Anagennisi    | 1-1 | 2-1 | 2-0 | 1-0 |     | 2-2 | 0-0 | 2-0 | 1-2 | 1-4 | 1-4 | 3-0 | 1-3 | 5-2 | 2-2 |
| Apollon       | 2-3 | 1-1 | 0-0 | 4-0 | 3-2 |     | 3-1 | 2-2 | 2-2 | 2-3 | 0-2 | 2-1 | 5-2 | 3-3 | 3-1 |
| ASPIS         | 3-2 | 1-0 | 0-1 | 0-0 | 0-1 | 0-3 |     | 0-0 | 0-0 | 2-3 | 1-0 | 1-3 | 1-7 | 1-3 | 0-4 |
| Achyronas     | 3-2 | 1-2 | 1-3 | 7-2 | 1-0 | 3-1 | 2-1 |     | 2-0 | 4-3 | 3-0 | 0-0 | 2-1 | 3-1 | 4-2 |
| Ethnikos      | 3-1 | 2-1 | 1-1 | 0-0 | 1-3 | 1-1 | 7-0 | 4-2 |     | 1-1 | 5-0 | 2-1 | 0-1 | 4-2 | 2-1 |
| Ellinismos    | 1-1 | 1-0 | 3-3 | 1-1 | 2-2 | 1-2 | 3-6 | 2-1 | 2-2 |     | 1-1 | 2-1 | 0-1 | 2-1 | 1-0 |
| Elpida        | 3-1 | 2-1 | 1-0 | 4-1 | 4-2 | 3-1 | 3-2 | 1-1 | 2-1 | 3-1 |     | 2-1 | 1-0 | 2-0 | 3-2 |
| THOI          | 1-4 | 1-4 | 2-0 | 1-3 | 0-3 | 5-1 | 3-2 | 2-3 | 1-2 | 1-1 | 3-0 |     | 1-0 | 3-1 | 0-0 |
| Orfeas        | 5-0 | 0-0 | 2-2 | 3-1 | 2-0 | 3-2 | 1-0 | 2-3 | 1-3 | 2-1 | 2-1 | 1-0 |     | 6-0 | 1-1 |
| Proodos       | 1-3 | 1-4 | 3-6 | 2-2 | 2-4 | 2-3 | 4-2 | 2-3 | 3-1 | 2-0 | 1-2 | 1-2 | 1-3 |     | 1-1 |
| Frenaros FC   | 4-3 | 1-1 | 4-1 | 3-2 | 4-2 | 6-3 | 1-0 | 3-1 | 1-3 | 2-3 | 1-1 | 3-0 | 3-1 | 3-1 |     |